# Johann Georg Ahle
Johann Georg Ahle (Mühlhausen, 12 giugno 1651 – Mühlhausen, 2 dicembre 1706) è stato un musicista tedesco, figlio del compositore ed organista Johann Rudolph Ahle.
Nel 1680 venne nominato Poeta Laureato dall'imperatore Leopoldo I.
È conosciuto soprattutto per essere stato autore di un importante ciclo di lavori vocali e strumentali intitolati alle Muse ed illustrati da trattazioni teoriche.